# László Rajk (homme politique)
Dans le nom hongrois Rajk László, le nom de famille précède le prénom, mais cet article utilise l’ordre habituel en français László Rajk, où le prénom précède le nom.
Ne doit pas être confondu avec László Rajk (architecte).
László Rajk (prononcé [laːsloː ɾɒjk]) est un homme politique hongrois, né le 8 mars 1909 à Székelyudvarhely en Hongrie, et mort exécuté à Budapest le 15 octobre 1949. Il a été, avec János Kádár, leader des communistes restés en Hongrie pendant la Seconde Guerre mondiale. Après la guerre, il est ministre de l'Intérieur et ministre des Affaires étrangères de Hongrie.
Il est le principal accusé dans les procès d'épuration intentés à l'initiative de Mátyás Rákosi au sein du Parti des travailleurs hongrois selon le modèle de la terreur de Staline, et exécuté pour des « crimes » inventés de toutes pièces.

## Parcours
László Rajk naît à Székelyudvarhely, ville alors hongroise, actuelle ville de Odorheiu Secuiesc en Roumanie, dans une famille issue de la minorité allemande de Transylvanie.
Les liens de Rajk avec le communisme débutent à un âge précoce lorsqu'il devient membre du Parti communiste hongrois. Plus tard, il est expulsé de son université pour ses idées politiques et devient ouvrier dans le bâtiment jusqu'en 1936, où il rejoint le Front populaire lors de la guerre d'Espagne. Il est alors emprisonné en France jusqu'en 1941 puis, finalement autorisé à retourner sur le territoire du royaume de Hongrie, il y devient secrétaire du comité central du Parti communiste hongrois (alors clandestin). En décembre 1944, il est arrêté par un détachement du Parti des Croix fléchées. Il est fait prisonnier à Sopronkohida, alors en Allemagne. Il devait être exécuté, mais l'intervention de son frère aîné, Endre Rajk, sous-secrétaire du parti fasciste, lui sauve finalement la vie et il est libéré le 13 mai 1945 avec l'arrivée de l'Armée rouge. Après que le contrôle des forces de sécurité internes fut confié aux communistes hongrois par les Soviétiques, Rajk, ministre de l'Intérieur de la République de Hongrie (1946), devient responsable de la police politique du parti communiste ÁVH. En 1948, Rajk est nommé ministre des Affaires étrangères, sans qu'il soit possible de savoir si cette nomination constitue une promotion ou une sanction. Rákosi, qui voit en Rajk une menace à son pouvoir, décide de l'accuser de fausses charges et le fait arrêter le 30 mai 1949.

## Procès (16-24 septembre 1949)
Rajk est accusé d'être un espion titiste, un ambassadeur au service de l'impérialisme occidental et de travailler à la restauration du capitalisme et à la remise en question de l'indépendance de la Hongrie. Pendant son séjour en prison, Rajk est torturé et János Kádár lui promet l'acquittement s'il prend la responsabilité des charges pesant contre lui. En septembre 1949, il les admet toutes. Après sa confession, l'accusation décide, en dépit de la promesse faite, de réclamer la plus lourde sentence contre lui et les 18 autres personnes en jugement avec lui. Rajk va servir d'exemple pour les purges « anti-titistes » de Staline et ses disciples en Europe de l'Est. Rajk, de même que les 18 autres accusés, est condamné à mort et pendu le 15 octobre 1949. Son procès marque l'un des événements les plus cruels de l'histoire de la Hongrie jusqu'aux procès de Imre Nagy et d'autres accusés en 1958.

## Réhabilitation
Le procès de Rajk marque le début des exploits « anti-titistes » de Staline et de la répression dans les rangs du Parti communiste hongrois. Les purges, quant à elles, laissent l'économie de la Hongrie dans un état désastreux car l'insuffisance des rentrées de capitaux ralentit le secteur de la construction. De plus, une part importante de l'intelligentsia est employée aux travaux manuels généralement réservés à d'autres catégories de la population. Cela donne un pays disposant d'infrastructures inadéquates et de biens manufacturés de mauvaise qualité ; en même temps, le gouvernement emploie un grand nombre de personnes à la dénonciation et la recherche d'« espions étrangers » au détriment du travail productif.
Le mécontentement vis-à-vis du régime de Rákosi commence alors à faire surface et, le 28 mars 1956, après de nombreuses manifestations, Rajk est réhabilité. Le discours prononcé à cette occasion, bien que n'étant pas publié à l'époque, a d'importantes conséquences pour Rákosi, qui utilisa la condamnation de Rajk pour expliquer d'autres purges internes. Il doit alors admettre qu'il a eu tort, ce qui anéantit son autorité sur le pays.

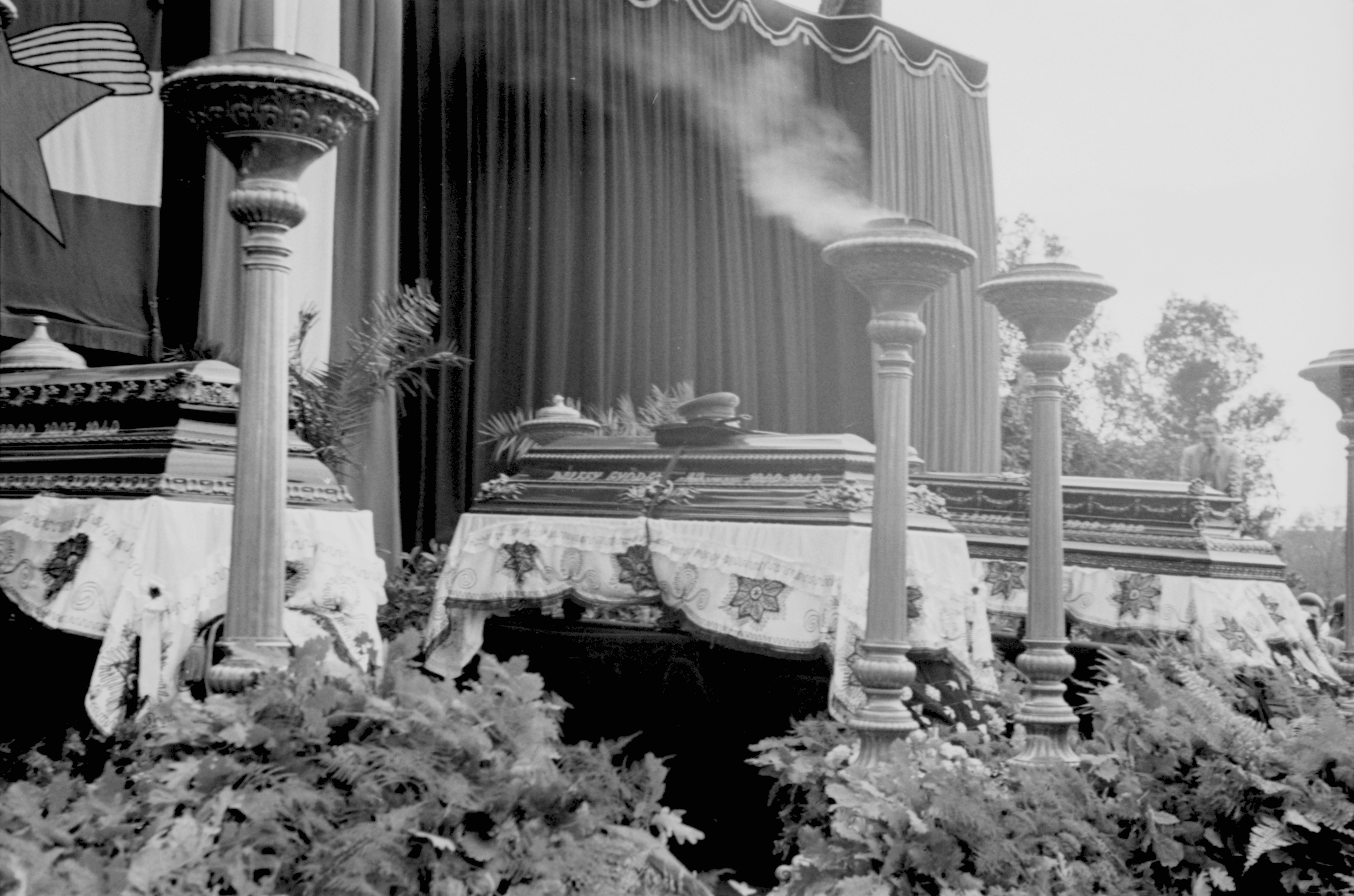
Cérémonie de ré-inhumation de László Rajk, György Pálffy, Tibor Szönyi et András Szalai à Budapest en 1956.

Rajk est ensuite ré-inhumé avec trois autres hommes qui perdirent leur vie durant les purges (György Pálffy, Tibor Szönyi et András Szalai), en présence de sa femme Júlia Rajk (qui a joué un rôle important dans l’organisation de la cérémonie), de son fils László et d’Imre Nagy.